# Дейли, Колм
Колм Дейли (англ. Colm Daly; род. 16 июля 1967) — ирландский шахматист.
Чемпион Ирландии (1998, 1999, 2005, 2009, 2012 и 2013). В составе сборной Ирландии участник семи Олимпиад (1992—1994, 1998—2000, 2006, 2010, 2014) и двух командных чемпионатов Европы (1992—1997). 

## Изменения рейтинга
| Графики недоступны из-за технических проблем. См. информацию на Фабрикаторе и на mediawiki.org. |